# 128ª Brigata fucilieri motorizzata
La 128ª Brigata autonoma fucilieri motorizzata (in russo 128-я отдельная мотострелковая бригада?, 128-ja otdel'naja motostrelkovaja brigada, unità militare 41772) è un'unità di fanteria meccanizzata delle Forze terrestri russe, subordinata al 44º Corpo d'armata del Distretto militare di Leningrado e con base a Sortavala.

## Storia
La brigata è stata creata nella primavera del 2024 come parte del nuovo 44º Corpo d'armata, venendo formata principalmente con personale proveniente dall'oblast' di Leningrado.
All'inizio di giugno è stata schierata al fronte per la prima volta, venendo impiegata in combattimento in direzione di Vovčans'k nell'ambito della rinnovata offensiva russa nella regione di Charkiv. Durante le settimane successive ha subito numerose perdite nel corso dei combattimenti per il controllo della città, fra cui un vice comandante di battaglione, primo tenente Sergej Bučurlin, e il vice comandante e commissario politico della brigata, tenente colonnello Sergej Filipčuk, rispettivamente l'8 luglio e il 4 agosto 2024. Filipčuk è stato inviato in prima linea, dove è stato ucciso da un drone, dal vice comandante di brigata colonnello Anton Nečerd, per averlo criticato; l'ufficiale è stato successivamente arrestato con l'accusa di estorsione, percosse dei subordinati, tortura e omicidio, ed è stato dimostrato come mandasse deliberatamente a morire il personale militare scomodo. A settembre i reparti della brigata sono stati respinti dal centro industriale dopo pesanti scontri. In seguito al fallimento dell'offensiva russa e alla stabilizzazione della linea del fronte, la brigata è rimasta impegnata nell'area di Vovčans'k fino alla primavera del 2025. Ad aprile elementi della brigata sono stati trasferiti nell'oblast' di Belgorod per contrastare l'incursione ucraina nella regione.

## Struttura
- Comando di brigata
- 1º Battaglione fucilieri motorizzato
- 2º Battaglione fucilieri motorizzato
- 3º Battaglione fucilieri motorizzato
- Battaglione corazzato (T-72 e T-80)
- Gruppo d'artiglieria
  - Batteria controllo e ricognizione di artiglieria
  - 1º Battaglione artiglieria semovente
  - 2º Battaglione artiglieria semovente
  - Battaglione artiglieria lanciarazzi
  - Battaglione artiglieria controcarri
- Gruppo difesa aerea
  - Plotone controllo e ricognizione radar
  - Battaglione missilistico contraereo
  - Battaglione artiglieria missilistica contraerei
- Battaglione ricognizione
- Battaglione genio
- Battaglione comunicazioni
- Battaglione manutenzione
- Battaglione logistico
- Compagnia comando
- Compagnia guerra elettronica
- Compagnia UAV
- Compagnia difesa NBC
- Compagnia cecchini
- Compagnia medica